# Kauko Vainio
Kauko Vainio, född 1 maj 1913 i Säminge, död 17 januari 1989 i Heinola, var en finländsk ortoped.
Vainio blev medicine och kirurgie doktor 1956 och samma år docent i ortopedi vid Helsingfors universitet. Mellan 1952 och 1975 var han avdelningsöverläkare vid ortopediska avdelningen vid Reumastiftelsens sjukhus i Heinola.
Vainio utvecklade metoder att korrigera reumatiska ben- och ledskador, speciellt i händerna, och blev mycket uppmärksammad internationellt. Han tilldelades bland annat 17 hedersledamotskap i reuma- och handkirurgiföreningar, mottog 1970 Matti Äyräpää-priset och blev 1980 medicine hedersdoktor vid Lunds universitet. Han erhöll professors titel 1970.